# 21 클럽

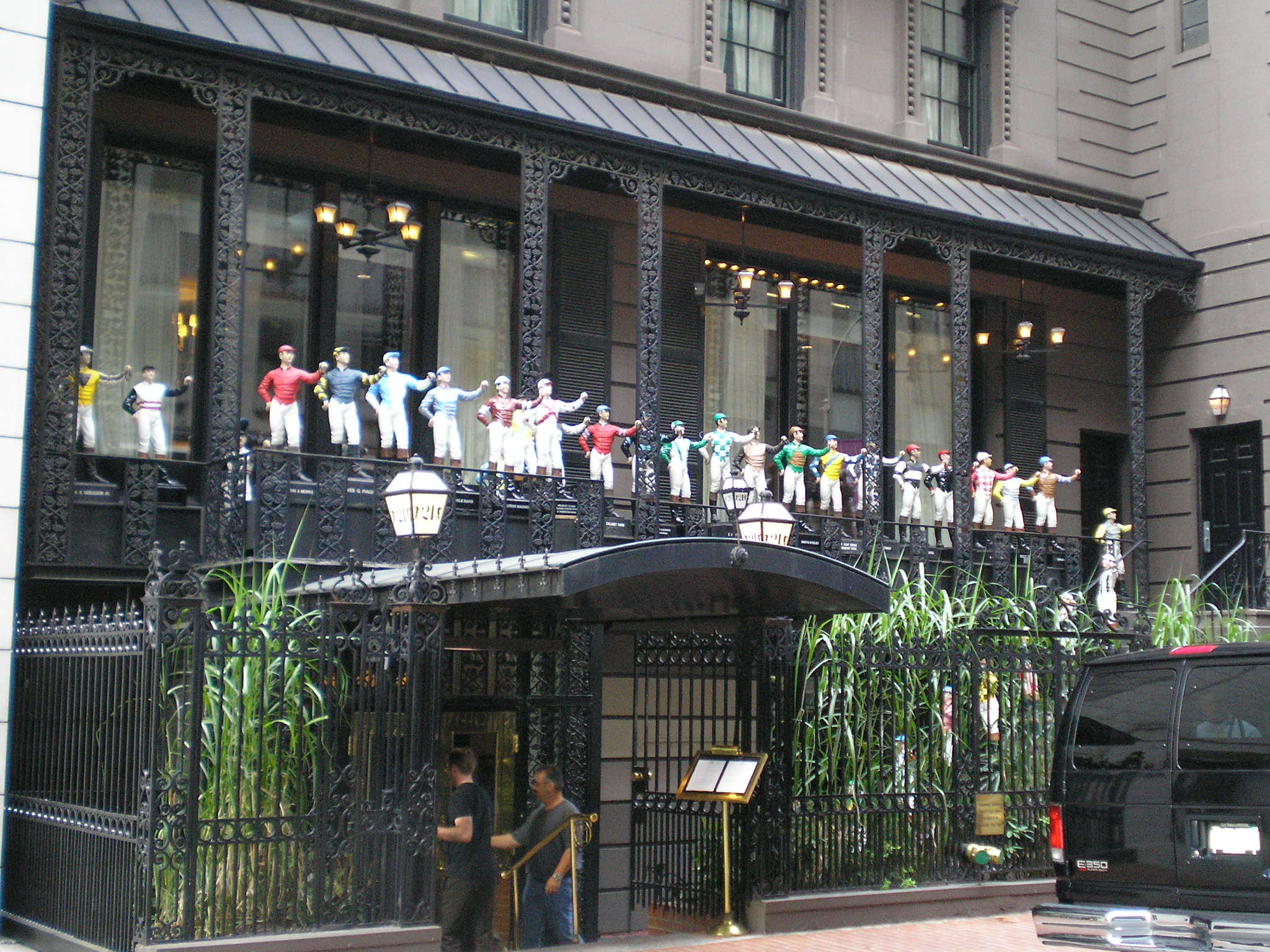
21 클럽

21 클럽(21 Club)은 금주법 시대에 무허가 술집으로 오픈한 레스토랑이다. 뉴욕 맨해튼 웨스트 52번가 21번지에 위치하고 있다.

## 역사
레스토랑은 1922년에 사촌인 잭 클라인들러와 찰리 번스에 의해, 그리니치 빌리지의 작은 무허가 술집, 레드 헤드로 오픈했다. 1925년에는 장소를 워싱턴 플레이스로 옮겨 이름을 Frontón으로 변경하였고, 그 다음 해에는 웨스트 49번가로 이동, 이름도 Puncheon Club으로 변경하였다. 이때 바는 상당히 고급스러웠다. 1929년, 록펠러 센터 건설을 위해 현재의 점포가있는 52번가로 이동, 이름을 Jack and Charlie's 21로 변경하여 현재에 이른다.
금주법 시대에는 몇 번이나 경찰의 출입 조사를 받았음에도 불구하고, 두 사람은 한 번도 체포 경력이 없다. 바에는 레버를 낮추는 것만으로 선반에 놓인 술 병을 하수 시스템에 흘린다는 시스템이 설치되어 있었기 때문에 엄격한 수사에서 벗어날 수 있었다.
또한 21 클럽은 많은 유명 인사가 와인 컬렉션을 갖춘 장소로도 알려져 있으며, 제럴드 포드, 존 F. 케네디, 리처드 닉슨, 엘리자베스 테일러, 조앤 크로퍼드, 휴 캐리, 어니스트 헤밍웨이, 이반 보우스키, 노드스톰 자매, 프랭크 시나트라, 알 졸슨, 글로리아 밴더빌드, 소피아 로렌, 메이 웨스트, 자 자 가버, 아리스토틀 오나시스, 진 켈리, 글로리아 스완슨, 주디 갈런드, 새미 데이비스 주니어, 마릴린 먼로의 컬렉션을 갖추고 있다. 프랭클린 루스벨트 대통령 이후 미국 대통령은 조지 W. 부시 대통령을 제외하고 모든 클럽 21에서 식사를 한 경험이있다. 현재도 많은 유명 인사가 방문하고있다.
2009년 1월 24일 저녁 식사로 찾는 남성들에게 넥타이 착용을 의무화하는 규칙이 없어졌다. 하지만 재킷 착용 등 다른 규칙은 지금도 존재한다.